# Bajram Sadrijaj
Bajram Sadrijaj (* 10. August 1986 in Augsburg) ist ein ehemaliger deutscher Fußballspieler mit kosovo-albanischen Wurzeln.
Sadrijaj stammt aus der Jugend der TSG Thannhausen (mit einer Zwischenstation 2004/05 beim FC Memmingen). In der Saison 2006/07 spielte Sadrijaj mit seinem Verein in der ersten Runde des DFB-Pokal gegen Borussia Dortmund. Dortmund siegte mit 3:0, der Stürmer fiel dem Dortmunder Sportmanager Michael Zorc jedoch positiv auf. Dieser nahm einige Wochen später Kontakt zu Sadrijaj auf, dessen Wechsel zu Dortmund erfolgte aber erst fast zwei Jahre später.
Am 23. August 2008 gab Sadrijaj sein Bundesligadebüt im Spiel gegen Bayern München (1:1), als er in der 64. Minute für Mohamed Zidan eingewechselt wurde. Bereits zwei Wochen zuvor war er in der ersten Runde des DFB-Pokals gegen Rot-Weiss Essen eingewechselt worden und hatte sein Profidebüt gegeben, das jedoch nach einem rüden Foulspiel nach lediglich zwölf Sekunden durch eine Rote Karte beendet worden war.
Zur Saison 2010/11 verließ er Borussia Dortmund wieder: Nach langer Verletzungspause wurde der auslaufende Vertrag nicht verlängert. Infolge zahlreicher Knieverletzungen und Operationen wurde Sadrijaj im Alter von 24 Jahren zum Sportinvaliden.
Im Sommer 2011 war Sadrijaj in einen Autounfall als Teilnehmer eines illegalen Straßenrennens verwickelt. Sadrijaj prallte gegen zwei geparkte PKW und anschließend gegen eine Hausfassade. Alle Beteiligten kamen unverletzt davon, es entstand jedoch insgesamt ein Sachschaden von 91.500 Euro.
Im Januar 2013 gab sein Stammverein TSG Thannhausen bekannt, dass man zur Winterpause Sadrijaj erneut unter Vertrag genommen hat. Sadrijaj möchte nach seiner Verletzung durch Einsatzzeiten in der Landesliga wieder Fuß im Fußball fassen. Nach Stationen in Bubesheim, Krumbach und Ziemetshausen beendete er 2017 seine Karriere.